# Sapho orichalcea
Sapho orichalcea – gatunek ważki z rodziny świteziankowatych (Calopterygidae).